# Julie Gräbert
Julie Gräbert, geborene Pickenbach, genannt Mutter Gräbert, (* 26. April 1803 in Berlin; † 18. Januar 1870 ebenda) war eine deutsche Theaterleiterin. Ab 1855 leitete sie das Vorstädtische Theater am Weinbergsweg in Berlin, das wegen seiner urwüchsigen Inszenierungen schnell stadtbekannt geworden war.

## Leben
Für das Vorstädtische Theater beantragte der Gastwirt Louis Gräbert († 21. Dezember 1854 in Berlin) am 17. Mai 1848 erstmals eine Theaterlizenz und wurde so zu einem der vielen privaten Theaterunternehmer Berlins. In nur einem halben Jahrzehnt schuf er mit seinem Spürsinn für junge Schauspieltalente ein wahres Volkstheater. Erster technischer Direktor und Regisseur wurde der ehemalige Schauspieler und Autor zahlreicher erfolgreicher Lustspiele C. Alphons Paul (1820–1885).
Nach dem Tod ihres Ehemannes übernahm die Witwe Julie Gräbert die Vorstadtbühne samt Restaurantbetrieb. Während sie die künstlerische Leitung kompetenten Leuten überließ, betrieb sie den Ausschank in eigener Regie. Um den Umsatz zu steigern, achtete sie darauf, dass das in den Pausen angebotene Weißbier und die vorbereiteten Schinken- und Schmalzstullen verkauft worden waren, bevor das Theater weiterging. Dadurch konnten sich die Vorstellungen ziemlich in die Länge ziehen. Mit der couragierten Art, wie sie mit ihren Gästen umging und für den geschäftlichen Erfolg sorgte, machte sich Julie Gräbert einen Namen als ein beliebtes Berliner Original. Nach ihrem Tod wurde sie unter großer Anteilnahme der Bevölkerung auf dem St. Elisabeth-Friedhof in der Ackerstraße beigesetzt.
Autor Curth Flatow setzte Julie Gräbert ein künstlerisches Denkmal mit seinem Stück Mutter Gräbert macht Theater. Es ist ein Singspiel, zu dem Heinrich Riethmüller die Musik komponierte und das 2002 im Berliner Theater am Kurfürstendamm mit Edith Hancke in der Hauptrolle uraufgeführt wurde. Auch der Schriftsteller Heinz Knobloch setzte ihr in Berliner Grabsteine ein kleines literarisches Denkmal.